# Корбоярви
Корбоярви — озеро на территории Сосновецкого сельского поселения Беломорского района Республики Карелии.

## Общие сведения
Площадь озера — 1,2 км², площадь водосборного бассейна — 1500 км². Располагается на высоте 103,8 метров над уровнем моря.
Форма озера продолговатая: оно вытянуто с северо-запада на юго-восток. Берега преимущественно заболоченные.
Через озеро протекает река Тунгуда, впадающая в реку Нижний Выг.
Код объекта в государственном водном реестре — 02020001311102000008784.